# Haven van Houston

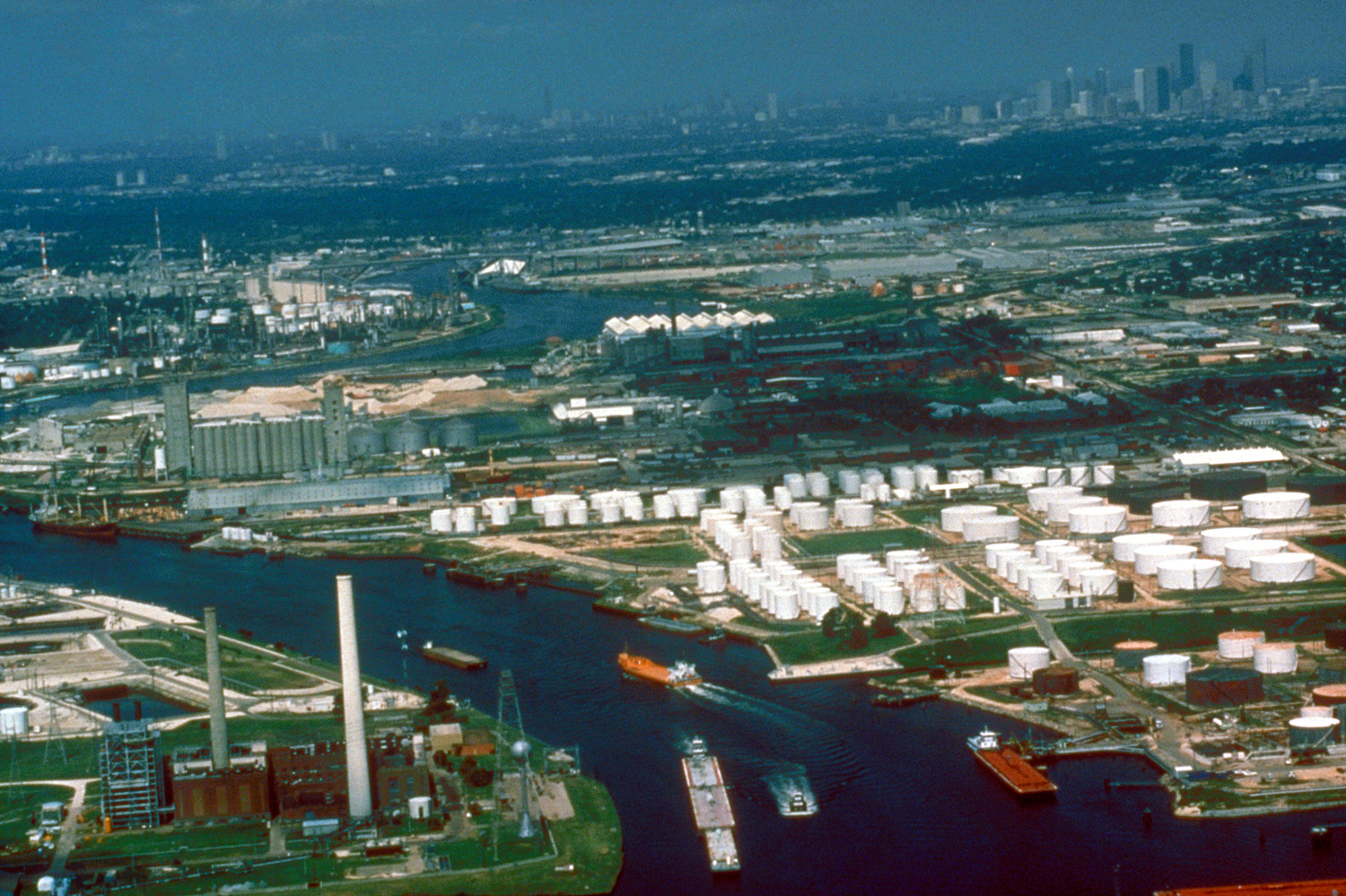
Haven van Houston.

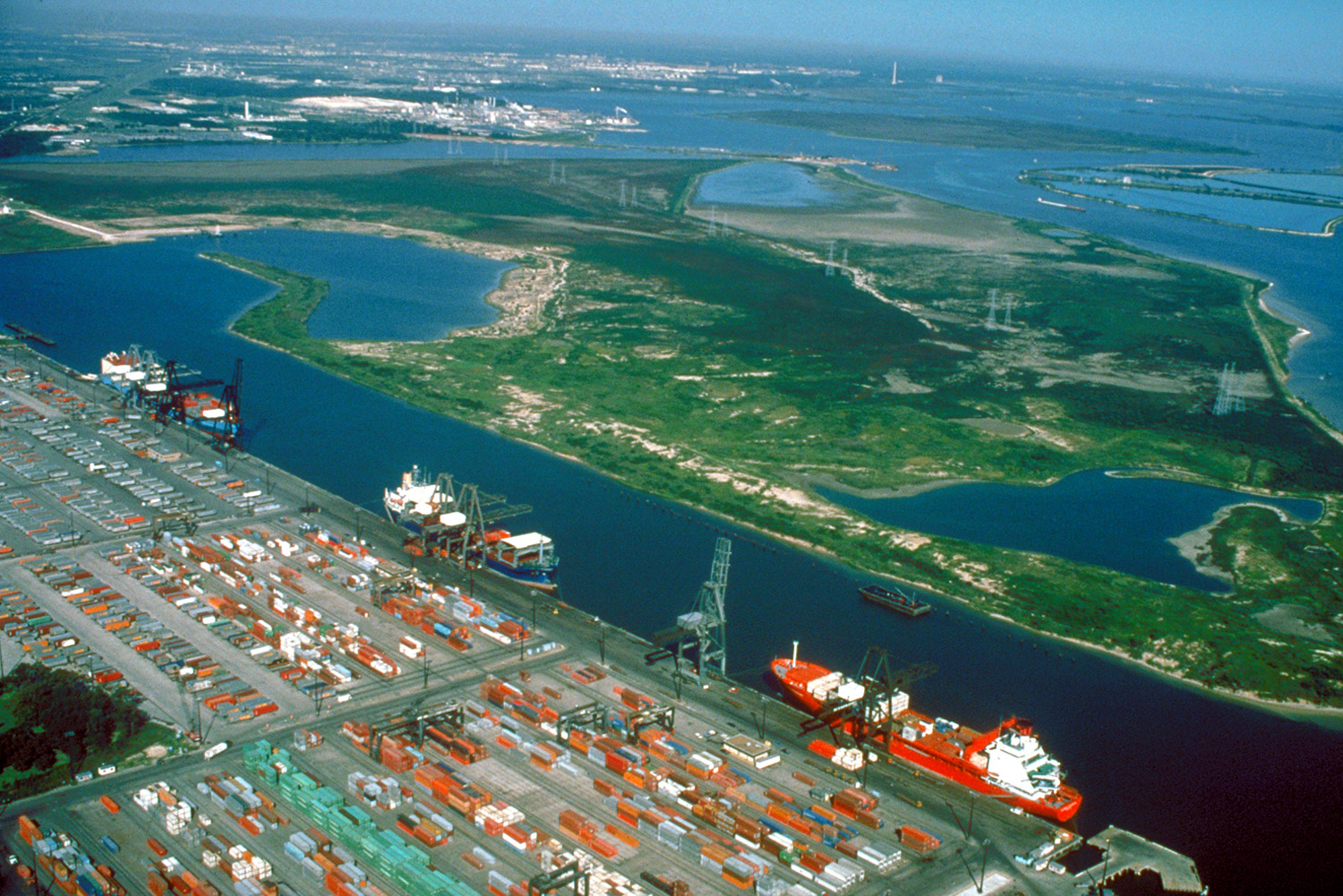

De haven van Houston is een 25 mijl lang havencomplex van diverse openbare en privéfaciliteiten nabij de Amerikaanse stad Houston, op een paar uur varen van de Golf van Mexico.
De haven staat op nummer twee in totaal tonnage van Amerikaanse havens, en zesde op wereldvlak.
De haven van Houston bestaat uit het havenbedrijf en de 150 industriële bedrijven langs het kanaal. In 2003 werd ongeveer 190 miljoen ton lading door de haven van Houston overgeslagen. 